# Aghmijun
Aghmijun (perski: اغميون) – wieś w Iranie, w ostanie Azerbejdżan Wschodni. W 2006 roku miejscowość liczyła 1493 mieszkańców w 395 rodzinach.